# Medycyna behawioralna
Medycyna behawioralna – dziedzina medycyny powstała na gruncie behawioryzmu w latach siedemdziesiątych.
Prezentuje podejście pragmatyczne, polegające na mniejszym zainteresowaniu wyjaśnianiem etiologii zaburzeń, a większej koncentracji na rozwoju metod skutecznej terapii.
Jej założenia to interdyscyplinarność (wykorzystywanie różnych kierunków medycyny, np. antropologii, psychologii, socjologii) i włączanie profilaktyki, diagnostyki, leczenia i rehabilitacji.